# Maria di Borbone-Soissons
Maria di Borbone-Soissons (Parigi, 3 maggio 1606 – Parigi, 3 giugno 1692) è stata una nobile francese.
Fu nonna paterna del condottiero Eugenio di Savoia.

## Biografia
Maria nacque all'Hôtel de Soissons a Parigi, secondogenita di Carlo di Borbone, conte di Soissons  e di Anna di Montafià, signora di Lucé.
Alla corte di Luigi XIII, Maria era conosciuta con il rango di princesse du sang.
Maria sposò, nell'aprile del 1625, Tommaso Francesco di Savoia, dal quale ebbe sei figli.
Nel 1641 ereditò dal fratello Luigi di Borbone-Soissons, deceduto senza eredi, il titolo di contessa di Soissons, che trasmise al figlio prediletto Eugenio Maurizio dando così inizio a un nuovo ramo cadetto dei Savoia-Carignano.
Visse nella sua nativa Francia con il marito risiedendo al Hôtel de Soissons, dove era nata e dove morì nel 1692. 
Fu Maria a far costruire il piccolo Château de Bagnolet a Parigi, che alla sua morte fu acquistato dal fermier général François Le Juge e, nel 1719, divenne proprietà di Francesca Maria di Borbone.

## Discendenza
Maria e Tommaso Francesco ebbero sei figli:
- Cristina Carlotta di Savoia (1626);
- Luisa di Savoia (1627–1689), sposò nel 1654 Ferdinando Massimiliano, Principe Ereditario di Baden-Baden;
- Emanuele Filiberto (1628–1709), Principe di Carignano, sposò Maria Angela Caterina d'Este;
- Amedeo di Savoia (1629);
- Giuseppe Emanuele (1631–1656), Conte di Soissons;
- Ferdinando di Savoia (1637);
- Eugenio Maurizio (1633–1673), Conte di Soissons, sposò Olimpia Mancini.

## Ascendenza
|                                    |                            |                                     | Genitori                          |  |  | Nonni |  |  | Bisnonni                       |  |  | Trisnonni                        |  |
|                                    |                            |                                     |                                   |  |  |       |  |  | 8. Carlo IV di Borbone-Vendôme |  |  | 16. Francesco di Borbone-Vendôme |  |
|                                    |                            |                                     |                                   |  |  |       |  |  | 8. Carlo IV di Borbone-Vendôme |  |  | 16. Francesco di Borbone-Vendôme |  |
|                                    |                            | 17. Maria di Lussemburgo-Saint-Pol  |                                   |  |  |       |  |  | 8. Carlo IV di Borbone-Vendôme |  |  |                                  |  |
| 4. Luigi I di Borbone-Condé        |                            |                                     |                                   |  |  |       |  |  | 8. Carlo IV di Borbone-Vendôme |  |  |                                  |  |
|                                    |                            | 9. Francesca d'Alençon              | 18. Renato d'Alençon              |  |  |       |  |  |                                |  |  |                                  |  |
|                                    |                            | 9. Francesca d'Alençon              | 18. Renato d'Alençon              |  |  |       |  |  |                                |  |  |                                  |  |
|                                    |                            | 9. Francesca d'Alençon              | 19. Margherita di Lorena          |  |  |       |  |  |                                |  |  |                                  |  |
| 2. Carlo di Borbone-Soissons       |                            | 9. Francesca d'Alençon              |                                   |  |  |       |  |  |                                |  |  |                                  |  |
|                                    |                            | 10. Francesco d'Orléans-Longueville | 20. Luigi I d'Orléans-Longueville |  |  |       |  |  |                                |  |  |                                  |  |
|                                    |                            | 10. Francesco d'Orléans-Longueville | 20. Luigi I d'Orléans-Longueville |  |  |       |  |  |                                |  |  |                                  |  |
|                                    |                            | 10. Francesco d'Orléans-Longueville | 21. Giovanna di Hochberg          |  |  |       |  |  |                                |  |  |                                  |  |
| 5. Francesca d'Orléans-Longueville |                            | 10. Francesco d'Orléans-Longueville |                                   |  |  |       |  |  |                                |  |  |                                  |  |
|                                    |                            | 11. Jacqueline de Rohan             | 22. Charles de Rohan              |  |  |       |  |  |                                |  |  |                                  |  |
|                                    |                            | 11. Jacqueline de Rohan             | 22. Charles de Rohan              |  |  |       |  |  |                                |  |  |                                  |  |
|                                    |                            | 11. Jacqueline de Rohan             | 23. Jeanne de Saint-Severin       |  |  |       |  |  |                                |  |  |                                  |  |
| 1. Maria di Borbone-Soissons       |                            | 11. Jacqueline de Rohan             |                                   |  |  |       |  |  |                                |  |  |                                  |  |
|                                    | 12. Georges II de Montafié | 24. Ludovico de Montafia            |                                   |  |  |       |  |  |                                |  |  |                                  |  |
|                                    | 12. Georges II de Montafié | 24. Ludovico de Montafia            |                                   |  |  |       |  |  |                                |  |  |                                  |  |
|                                    | 12. Georges II de Montafié | …                                   |                                   |  |  |       |  |  |                                |  |  |                                  |  |
| 6. Louis de Montafié               | 12. Georges II de Montafié |                                     |                                   |  |  |       |  |  |                                |  |  |                                  |  |
|                                    |                            | 13. Bianca Orsini                   | …                                 |  |  |       |  |  |                                |  |  |                                  |  |
|                                    |                            | 13. Bianca Orsini                   | …                                 |  |  |       |  |  |                                |  |  |                                  |  |
|                                    |                            | 13. Bianca Orsini                   | …                                 |  |  |       |  |  |                                |  |  |                                  |  |
| 3. Anna di Montafià                |                            | 13. Bianca Orsini                   |                                   |  |  |       |  |  |                                |  |  |                                  |  |
|                                    |                            | 14. Louis de Coësme, barone di Lucé | 28. Charles de Coësme             |  |  |       |  |  |                                |  |  |                                  |  |
|                                    |                            | 14. Louis de Coësme, barone di Lucé | 28. Charles de Coësme             |  |  |       |  |  |                                |  |  |                                  |  |
|                                    |                            | 14. Louis de Coësme, barone di Lucé | 29. Gabrielle d'Harcourt          |  |  |       |  |  |                                |  |  |                                  |  |
| 7. Jeanne-Françoise de Coësme      |                            | 14. Louis de Coësme, barone di Lucé |                                   |  |  |       |  |  |                                |  |  |                                  |  |
|                                    |                            | 15. Anne de Pisseleu                | 30. Adrien de Pisseleu            |  |  |       |  |  |                                |  |  |                                  |  |
|                                    |                            | 15. Anne de Pisseleu                | 30. Adrien de Pisseleu            |  |  |       |  |  |                                |  |  |                                  |  |
|                                    |                            | 15. Anne de Pisseleu                | 31. Charlotte d'Ailly             |  |  |       |  |  |                                |  |  |                                  |  |
|                                    |                            | 15. Anne de Pisseleu                |                                   |  |  |       |  |  |                                |  |  |                                  |  |